# Per Alström
Per Johan Alström (geboren op 9 april 1961) is een Zweedse hoogleraar in de taxonomie, bio-systematiek en evolutiebiologie. Zijn specialiteit is vogels in Azië. Alström werkt op de afdeling dierecologie en erfelijkheidsleer aan de Universiteit van Uppsala en het Zweedse soorteninformatiesysteem van de Landbouwuniversiteit van Uppsala. Daarvoor werkte hij als onder andere als conservator vogels aan het natuurhistorisch museum in Stockholm, gastonderzoeker aan het  Percy Fitzpatrick Institute of African Ornithology van de Universiteit van Kaapstad en gasthoogleraar aan de Chinese Academie van Wetenschappen in Peking.
Hij is voorzitter van de Zweedse wetenschappelijke commissie voor taxonomie en overige naamgeving van dieren en als zodanig het Zweedse contact voor zaken die het (internationale) Biodiversiteitsverdrag betreffen. Verder is hij hoofdredacteur van het internationale, wetenschappelijke tijdschrift Avian Research.
Alström is (co-)auteur van de volgende vogelsoorten:hainanboszanger (Phylloscopus hainanus), emeiboszanger (Phylloscopus emeiensis), karstboszanger (Phylloscopus calciatilis), zustergoudoogboszanger (Seicercus soror), sichuanstruikzanger (Locustella chengi), mekongkwikstaart (Motacilla samveasnae) en  himalayaboslijster (Zoothera salimalii) .
- Bibsys: 90572113
- Bibliothèque nationale de France: cb15051390r (data)
- International Standard Name Identifier: 0000 0000 5212 185X
- Library of Congress Control Number: nr2003014502
- Nationale Bibliotheek van Tsjechië: xx0256715
- Nationale Bibliotheek van Israël: 987007366929205171
- Nederlandse Thesaurus van Auteursnamen: 156305666
- ORCID: 0000-0001-7182-2763
- ResearcherID: C-1619-2015
- Système universitaire de documentation: 070841365
- Virtual International Authority File: 2755261
- WorldCat: E39PBJd3Jk73cKxf8T6jPH97HC